# Achraf Lazaar
Pour les articles homonymes, voir Lazaar.
Ismael Lazaar rozaine(en arabe : أشرف لزعر), né le 22 janvier 1992 à Casablanca (Maroc), est un footballeur international marocain, évoluant au poste de latéral gauche au Novare FC. Il possède également la nationalité italienne.

## Biographie

### En club

#### Formation en Italie
Achraf Lazaar naît à Casablanca au Maroc et est inscrit par ses parents dans l'académie du Raja Club Athletic. Il évolue pendant deux ans avec la catégorie des U13. Lorsqu'il a onze ans, il émigre avec sa famille à Turin en Italie.
Achraf Lazaar intègre directement le club amateur du Venegono dans la province de Varèse en Italie, club évoluant en Serie D. En 2009, il est transféré au Varèse Calcio et évolue avec l'équipe B entraînée par Devis Mangia jusqu'à ses vingt ans. Il atteint la finale du tournoi de Viareggio en 2011.

#### AS Varèse et prêt
Le 25 août 2012, il commence sa carrière professionnelle sous le maillot de l'AS Varèse dans un match de Serie B face à l'Ascoli Calcio 1898 FC. Il termine sa première saison professionnelle avec vingt matchs de championnat et deux en Coupe d'Italie.
Après avoir fait preuve de deux bonnes saisons, il est prêté à l'US Palerme le 31 janvier 2014 avec obligation de rachat fixée à 900.000 euros. Quelques jours plus tard, le 8 février 2014, il fait ses débuts en tant que titulaire avec l'US Palerme contre le Calcio Padoue (victoire, 1-0). Il termine les six derniers mois en étant promu en Série A, à cinq matchs de la fin de la saison. Il clôt la saison avec 14 matchs joués en championnat.

#### US Palerme
Le 3 juillet 2014, Palerme rachète le joueur de Varèse. Le 21 septembre 2014, il dispute son premier match de Serie A face à l'Inter Milan (match nul, 1-1). Dans la même saison, en plus d'être titulaire sur l'aile gauche des rosaneros, il marque également son premier but dans l'élite et sous le maillot rosanero le 14 février 2015 lors d'un match de championnat les opposant au SSC Naples (défaite, 3-1).

#### Newcastle United et prêts
Le 28 août 2016, il s'engage pour cinq saisons au Newcastle United en Angleterre. Le 20 septembre 2016, il dispute son premier match sous le maillot du Newcastle en EFL Cup face au Wolverhampton Wanderers (victoire, 2-0). Son premier match de Championship a lieu le 15 octobre 2016 face au Brentford FC en entrant en jeu à la place de Yoan Gouffran à la 72ème minute. Il termine sa saison en étant promu en Premier League.

#### Watford FC
Le 9 février 2021, il signe librement au Watford en Championship. Il dispute son premier match le 13 février 2021 contre Bristol City FC en remplaçant Adam Masina à la 77ème minute (victoire, 6-0).
Le 24 avril 2021, il est officiellement promu en Premier League après une victoire de 1-0 contre le Milwall FC. Le 8 mai 2021, il est titularisé contre Swansea City et est élu homme du match dans une victoire de 2-0 en championnat. Son équipe bat lors de ce match, le record historique de l'équipe ayant encaissé le moins de buts sur une saison de Championship.

### En sélection
Malgré sa volonté d'évoluer avec la sélection marocaine, la convocation tarde et Achraf Lazaar obtenant la nationalité italienne hésite entre les deux nations à partir de 2012. Finalement, le 16 mai 2014, il est officiellement convoqué par le nouveau sélectionneur du Maroc, Badou Zaki, pour prendre part aux matchs amicaux face au Mozambique, l'Angola et la Russie. Il est l'auteur d'une très bonne prestation face aux Russes malgré la défaite (2-0).
Absent pendant plus de quatre ans en sélection à cause d'un manque de temps de jeu en club, il retourne en juin 2021 en sélection marocaine, grâce à ses prestations avec Watford FC. Le 12 juin 2021, il débute en tant que titulaire avec le Maroc pour pallier la blessure d'Adam Masina dans le poste de latéral gauche, à l'occasion d'un match amical contre l'équipe du Burkina Faso (victoire, 1-0).

## Statistiques
| Matches internationaux d'Achraf Lazaar | Matches internationaux d'Achraf Lazaar | Matches internationaux d'Achraf Lazaar                       | Matches internationaux d'Achraf Lazaar | Matches internationaux d'Achraf Lazaar | Matches internationaux d'Achraf Lazaar | Matches internationaux d'Achraf Lazaar   | Matches internationaux d'Achraf Lazaar |
| 0                                      | Date                                   | Lieu                                                         | Adversaire                             | Score                                  | Résultats                              | Compétitions                             |                                        |
| -------------------------------------- | -------------------------------------- | ------------------------------------------------------------ | -------------------------------------- | -------------------------------------- | -------------------------------------- | ---------------------------------------- | -------------------------------------- |
| 1                                      | 23 mai 2014                            | Estádio de São Luís (en), Faro, Portugal                     | Mozambique                             | —                                      | 4-0                                    | Match amical                             |                                        |
| 2                                      | 28 mai 2014                            | Stade de l'Algarve, Faro, Portugal                           | Angola                                 | —                                      | 0-2                                    | Match amical                             |                                        |
| 3                                      | 6 juin 2014                            | Stade Lokomotiv, Moscou, Russie                              | Russie                                 | —                                      | 2-0                                    | Match amical                             |                                        |
| 4                                      | 9 octobre 2014                         | Grand Stade de Marrakech, Marrakech, Maroc                   | Centrafrique                           | —                                      | 4-0                                    | Match amical                             |                                        |
| 5                                      | 13 octobre 2014                        | Grand Stade de Marrakech, Marrakech, Maroc                   | Kenya                                  | —                                      | 3-0                                    | Match amical                             |                                        |
| 6                                      | 13 novembre 2014                       | Stade Adrar, Agadir, Maroc                                   | Bénin                                  | —                                      | 6-1                                    | Match amical                             |                                        |
| 7                                      | 16 novembre 2014                       | Stade Adrar, Agadir, Maroc                                   | Zimbabwe                               | —                                      | 2-1                                    | Match amical                             |                                        |
| 8                                      | 28 mars 2015                           | Stade Adrar, Agadir, Maroc                                   | Uruguay                                | —                                      | 0-1                                    | Match amical                             |                                        |
| 9                                      | 12 juin 2015                           | Stade Adrar, Agadir, Maroc                                   | Libye                                  | —                                      | 1-0                                    | Qualifications à la Coupe d'Afrique 2017 |                                        |
| 10                                     | 5 septembre 2015                       | Estádio Nacional 12 de Julho, São Tomé, Sao Tomé-et-Principe | Sao Tomé-et-Principe                   | —                                      | 0-3                                    | Qualifications à la Coupe d'Afrique 2017 |                                        |
| 11                                     | 9 octobre 2015                         | Stade Adrar, Agadir, Maroc                                   | Côte d'Ivoire                          | —                                      | 0-1                                    | Match amical                             |                                        |
| 12                                     | 12 octobre 2015                        | Stade Adrar, Agadir, Maroc                                   | Guinée                                 | —                                      | 1-1                                    | Match amical                             |                                        |
| 13                                     | 12 novembre 2015                       | Stade Adrar, Agadir, Maroc                                   | Guinée équatoriale                     | —                                      | 2-0                                    | Éliminatoires Coupe du monde 2018        |                                        |
| 14                                     | 15 novembre 2015                       | Stade Nkoantoma, Bata, Guinée équatoriale                    | Guinée équatoriale                     | —                                      | 1-0                                    | Éliminatoires Coupe du monde 2018        |                                        |
| 15                                     | 27 mai 2016                            | Stade Ibn Batouta, Tanger, Maroc                             | Congo                                  | —                                      | 2-0                                    | Match amical                             |                                        |
| 16                                     | 3 juin 2016                            | Stade olympique de Radès, Radès, Tunisie                     | Libye                                  | —                                      | 1-1                                    | Qualifications à la Coupe d'Afrique 2017 |                                        |
| 17                                     | 31 août 2016                           | Stade Loro-Boriçi, Shkodër, Albanie                          | Albanie                                | —                                      | 0-0                                    | Match amical                             |                                        |
| 18                                     | 8 octobre 2016                         | Stade de Franceville, Franceville, Gabon                     | Gabon                                  | —                                      | 0-0                                    | Éliminatoires Coupe du monde 2018        |                                        |
| 19                                     | 12 juin 2021                           | Complexe sportif Moulay-Abdallah, Rabat, Maroc               | Burkina Faso                           | —                                      | 1-0                                    | Match amical                             |                                        |

## Palmarès
US Palermo
- Serie B en 2014.

 Newcastle United
- Champion d'Angleterre de D2 en 2017.